# Trawy (gmina)
Trawy – dawna gmina wiejska istniejąca 1952–1954 w woj. warszawskim (dzisiejsze woj. mazowieckie). Siedzibą gminy były Trawy.
Gmina została utworzona w dniu 1 września 1952 roku w woj. warszawskim, w powiecie węgrowskim, z części gmin Borze, Korytnica i znoszonej gminy Jaczew.
W dniu powołania gmina składała się z 18 gromad: Adampol, Jaczewek, Marysin, Modecin, Połazie, Radoszyna, Świętochów Nowy, Świętochów Stary, Trawy, Wiktoria (z gminy Borze), Bednarze, Jugi, Kąty, Kupce, Maksymilianów, Sekłak, Sewerynów (z gminy Korytnica) i Rabiany (z gminy Jaczew).
Gmina została zniesiona 29 września 1954 roku wraz z reformą wprowadzającą gromady w miejsce gmin. Jednostki nie przywrócono 1 stycznia 1973 roku po reaktywowaniu gmin.